# Hart bei Graz
Hart bei Graz est une commune autrichienne du district de Graz-Umgebung en Styrie.